# Praz de Lys – Sommand
Praz de Lys – Sommand – francuski ośrodek narciarski położony w regionie Rodan-Alpy, w departamencie Górna Sabaudia. Leży w Préalpes de Savoie, w Massif du Chablais, będącym częścią Alp Zachodnich. W pobliżu znajdują się takie szczyty jak np. Roc d’Enfer, Pointe de Chalune i Pointe de Chavasse. Leży na wysokości od 1400 do 2000 m n.p.m. Najbliżej położonymi miejscowościami są oddalone o parę kilometrów na południe Taninges i Mieussy.
Ośrodek oferuje 53 trasy o łącznej długości 60 km, a także trasy do narciarstwa biegowego oraz snowpark. W 2009 r. Praz de Lys – Sommand, razem ze słowackim Szczyrbskim Jeziorem zorganizowało 33. Mistrzostwa Świata Juniorów w Narciarstwie Klasycznym.